# Lutein

Strukturformel (C_{40}H_{56}O_{2})

Lutein är ett näringsämne inom familjen karotenoider; i denna familj tillhör lutein xantofyllerna.
Enligt senare forskning kan lutein skydda mot grå starr och kanske även mot åldersrelaterad makuladegeneration (AMD). Både lutein och dess nära släkting zeaxantin finns naturligt i ögats gula fläck.  Forskning visar även på att dessa båda ämnen skyddar ögats näthinna genom att absorbera skadligt, blått ljus. Lutein fungerar dessutom som en antioxidant och skyddar celler mot fria radikaler.
Även om krasseväxters gula blommor är ätbara och har den högsta halten lutein, så är i praktiken grönkål den bästa källan till både lutein och zeaxantin, med 39 500 μg (39.5 mg) lutein per 100 g. Men samma karotenoider finns även i andra färgstarka grönsaker; spenat, broccoli, majs och ärtor. Även ägg innehåller både lutein och zeaxantin. En äggula innehåller runt 200 μg (0.2 mg) lutein. En studie ledd av forskaren Elizabeth J. Johnson vid Tufts University visar att lutein från ägg är lättare att ta upp för kroppen än luteiner från grönsaker. Lutein tas bäst upp tillsammans med fett. Rekommenderat dagligt intag (RDI) är mellan 6 mg och 30 mg.
Lutein används även som färgämne i livsmedel och har då E-nummer E 161b. Den ger en gul kulör. Lutein är det vanligaste färgämnet i naturen och utvinns till livsmedelsindustrin ur tagetes och lusern. Används i till exempel godis och glass.

## Etymologi
Lutein kommer av latin luteus = gul.

## Luteinkällor
Mikrogram per 100 gram livsmedel:
| Livsmedel                          | Innehåll (μg per 100 g) |
| ---------------------------------- | ----------------------- |
| Krasseväxter, gula blommor         | 45 000                  |
| Grönkål, rå                        | 39 550                  |
| Grönkål, kokad                     | 15 798                  |
| Krasseväxter, de gröna bladen      | 13 600                  |
| Spenat, rå                         | 11 938                  |
| Majrovsblad, kokade                | 8 440                   |
| Spenat, kokad                      | 7 043                   |
| Romansallat                        | 2 635                   |
| Broccoli, kokad                    | 2 226                   |
| Squash (zucchini)                  | 2 125                   |
| Majs, kokad                        | 1 800                   |
| Ärtor, gröna, på burk              | 1 350                   |
| Brysselkål, kokad                  | 1 290                   |
| Majs, gul, på burk                 | 884                     |
| Gröna bönor, kokade                | 700                     |
| Havtorn                            | 659                     |
| Morot, rå                          | 358                     |
| Isbergssallat                      | 352                     |
| Svarta vinbär                      | 337                     |
| Blåbär                             | 328                     |
| Vitkål                             | 310                     |
| Tangeriner (typ av småcitrus), råa | 243                     |
| Selleri, rå                        | 232                     |
| Apelsiner                          | 187                     |
| Tomater, röda, kokade              | 150                     |
| Tomater, röda, råa                 | 130                     |
| Papaya                             | 75                      |
| Tomatjuice, på burk                | 60                      |
| Persikor                           | 57                      |
| Cantaloupemelon                    | 40                      |
| Apelsinjuice, färsk                | 36                      |
| Persikor, på burk                  | 33                      |
| Vattenmelon                        | 17                      |
| Grapefrukt, röd                    | 13                      |